# Leucoraja caribbaea
Leucoraja caribbaea és una espècie de peix de la família dels raids i de l'ordre dels raïformes.

## Hàbitat
És un peix marí, de clima tropical i bentopelàgic que viu fins als 457 m de fondària.

## Distribució geogràfica
Es troba a l'oceà Atlàntic occidental: Mèxic.

## Observacions
És inofensiu per als humans.